# Abbazia di Notre-Dame du Bec
L'abbazia del Bec (Francese: Abbaye Notre-Dame du Bec) a Le Bec-Hellouin, in Normandia, Francia, è un sito monastico benedettino nel dipartimento di Eure e sorge in una valle a metà strada tra le città di Rouen e Le Havre.

## Prima fondazione

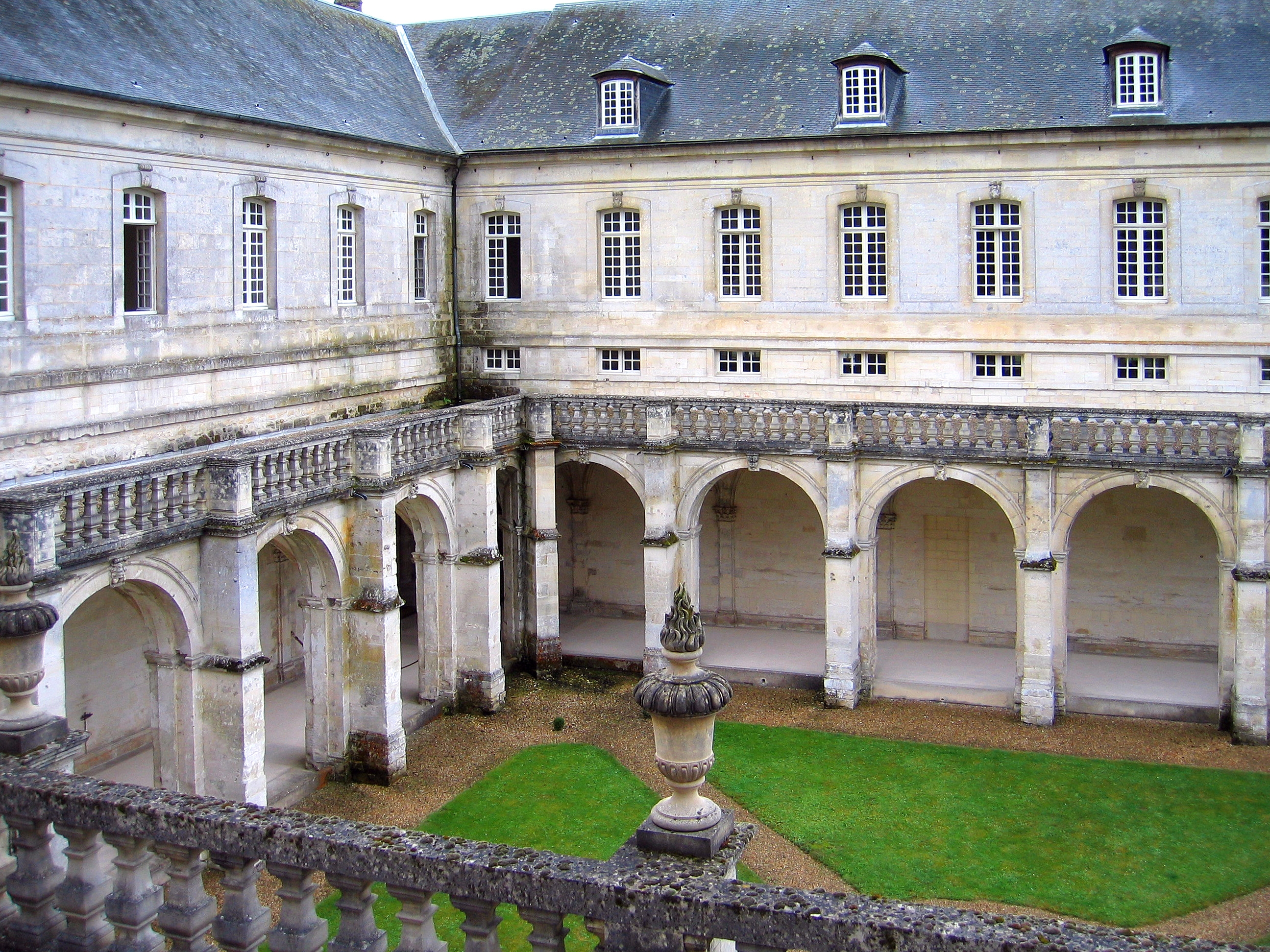
Il chiostro dell'abbazia (XVII secolo)

L'abbazia fu fondata nel 1039 da Erluino (Herluin o Hellouin), cavaliere Normanno che nel 1031 lasciò la corte di Gilberto di Brionne per dedicarsi alla vita monastica.
Il comune di Le Bec-Hellouin conserva il suo nome.
Secondo la tradizione, la leggenda eponima dell'Abbazia narra della reliquia del guanto di Nicodemo, intriso del sangue di Cristo e chiuso nel becco di un uccello.
Nel 1042, con l'arrivo di Lanfranco di Canterbury, il monastero divenne il principale centro di vita intellettuale dell'XI secolo.
Lanfranco, già famoso per la scuola di lettere ad Avranches, dopo la decisione di farsi monaco, scelse di insegnare come abate presso l'abbazia.
La fama dei suoi insegnamenti attirò numerosi allievi tra i quali nel 1059 anche Anselmo d'Aosta.
Nel 1062 Lanfranco lasciò il monastero per diventare abate a Caen e successivamente arcivescovo di Canterbury.
Gli succedette come priore e maestro di scuola Anselmo, che diventerà anch'egli arcivescovo di Canterbury.
Il quinto abate Teobaldo di Bec seguì i predecessori a Canterbury.
Molti vescovi, oltre al futuro papa Alessandro II si formarono alla scuola del Bec.
I successori di Guglielmo il Conquistatore arricchirono l'abbazia con estesi possedimenti e altri beni in Inghilterra.
Il villaggio - oggi un sobborgo di Londra - Tooting Bec fu così chiamato perché l'abbazia ne possedeva il terreno.
L'abbazia fu danneggiata durante le Guerre di religione e seguì un lento declino tanto che dopo la rivoluzione francese non ne rimasero che rovine.

## Seconda fondazione
Nel 1948 il sito fu restaurato e riaperto con il nome di Abbazia di Nostra Signora del Bec da alcuni monaci benedettini olivetani guidati da Dom Paul Grammont, del monastero di Mesnil-Saint-Loup. L'abbazia è nota per i suoi legami con l'Anglicanesimo ed è stata visitata da diversi arcivescovi di Canterbury. La biblioteca abbaziale è arricchita dal lascito del vescovo John Graham che ammonta ad oltre 5.000 opere concernenti l'Anglicanesimo.

## Elenco degli abati di Bec
Gli abati di Bec furono:
- 1034–1045: Erluino

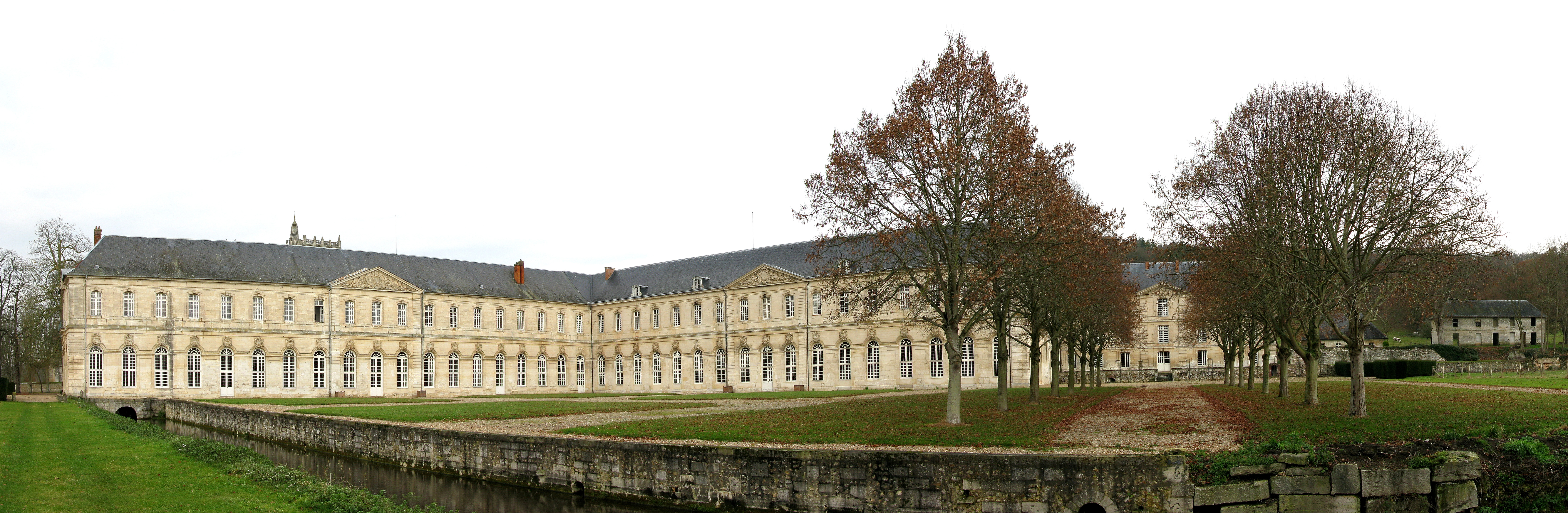
Abbazia di Notre-Dame du Bec - Facciata sud

- 1045-1063: Lanfranco di Canterbury[4]
- 1078–1093: Anselmo (successivamente Arcivescovo di Canterbury)
- 1093–1124: Guglielmo di Montfort-sur-Risle
- 1124–1136: Bosone
- 1136–1138: Teobaldo (successivamente Arcivescovo di Canterbury)
- 1139–1149: Létard
- 1149–1179: Roger de Bailleul (fu eletto Arcivescovo di Canterbury ma rinunciò all'incarico)
- 1179–1187: Osbern
- 1187–1194: Roger II
- 1195–1197: Gauthier
- 1197–1198: Hugues de Cauquainvilliers
- 1198–1211: Guillaume Le Petit
- 1211–1223: Richard de Saint-Léger alias de Bellevue (duccessivamente vescovo di Évreux)
- 1223–1247: Henri de Saint-Léger
- 1247–1265: Robert de Clairbec
- 1265–1272: Jean de Guineville
- 1272–1281: Pierre de la Cambe
- 1281–1304: Ymer de Saint-Ymer
- 1304–1327: Gilbert de Saint-Étienne
- 1327–1335: Geoffroy Faé (successivamente vescovo di Évreux)
- 1335–1351: Jean des Granges
- 1351–1361: Robert de Rotes alias Couraye
- 1361–1388: Guillaume de Beuzeville alias Popeline
- 1388–1391: Estout d’Estouteville
- 1391–1399: Geoffroy Harenc
- 1399–1418: Guillaume d'Auvillars
- 1418–1430: Robert Vallée
- 1430–1446: Thomas Frique

- 1446–1452: Jean de La Motte
- 1452–1476: Geoffroy d'Épaignes
- 1476–1484: Jean Boucard
- 1484–1491: Roberto d'Évreux
- 1491–1515: Guillaume Guérin
- 1515–1515: Jean Ribault
- 1515–1520: Adrien Gouffier de Boissy (creato cardinale nel 1515, anche vescovo di Coutances e amministratore apostolico della sede di Albi)
- 1520–1533: Jean d'Orléans-Longueville (anche arcivescovo di Tolosa e vescovo di Orléans, creato cardinale nel 1533)
- 1534–1543: Jean Le Veneur (anche vescovo di Lisieux)
- 1544–1557: Jacques d'Annebaut (creato cardinale nel 1544, anche vescovo di Lisieux)
- 1558–1572: Luigi di Lorena (creato cardinale nel 1553, quindi vescovo di Troyes, arcivescovo di Sens e vescovo di Metz)
- 1572–1591: Claude de Lorraine
- 1591–1597: Emeric de Vic
- 1597–1661: Dominique de Vic (arcivescovo di Auch)
- 1761–1764: vacante
- 1664–1707: Jacques-Nicolas de Colbert (anche arcivescovo di Rouen)
- 1707–1717: Roger de La Rochefoucauld
- 1717–1771: Luigi di Borbone-Condé
- 1771–1782: vacante
- 1782–1790: Yves-Alexandre de Marbeuf (anche vescovo di Autun, successivamente arcivescovo di Lione)

...
- 1996–     : Paul-Emmanuel Clénet